# Дотор-Рикарду
Дотор-Рикарду (порт. Doutor Ricardo) — муниципалитет в Бразилии, входит в штат Риу-Гранди-ду-Сул. Составная часть мезорегиона Восточно-центральная часть штата Риу-Гранди-ду-Сул. Входит в экономико-статистический микрорегион Лажеаду-Эстрела. Население составляет 2180 человек на 2006 год. Занимает площадь 108,434 км². Плотность населения — 20,1 чел./км².

## Статистика
- Валовой внутренний продукт на 2003 составляет 20 406 764,00 реалов (данные: Бразильский институт географии и статистики).
- Валовой внутренний продукт на душу населения на 2003 составляет 9465,10 реала (данные: Бразильский институт географии и статистики).
- Индекс развития человеческого потенциала на 2000 составляет 0,785 (данные: Программа развития ООН).